# Paul S. Fox
Paul Samuel Fox (* 30. September 1898 in Corunna, Michigan; † Mai 1972 in Los Angeles) war ein US-amerikanischer Szenenbildner beim Film, der dreimal den Oscar gewann.

## Leben
Paul S. Fox arbeitete ab 1942 als Szenenbildner in Hollywood, wo er fortan bei 20th Century Fox unter Vertrag stand. Dort war er oftmals zusammen mit Thomas Little und Lyle R. Wheeler für die Ausstattung der Filmsets zuständig. Regisseure, unter deren Leitung er wirkte, waren unter anderem Otto Preminger, Henry King, Ernst Lubitsch, Elia Kazan und Joseph L. Mankiewicz. Im Laufe seiner Karriere wurde Fox insgesamt 13 Mal für den Oscar in der Kategorie Bestes Szenenbild nominiert. Für die drei Filme Das Gewand (1953), Der König und ich (1956) und Cleopatra (1963) konnte er den Filmpreis gewinnen. Bis 1967 war er an mehr als 80 Filmproduktionen beteiligt. Daraufhin zog er sich aus dem Filmgeschäft zurück. Er starb 1972 im Alter von 73 Jahren in Los Angeles.

## Filmografie (Auswahl)
- 1944: Laura – Regie: Otto Preminger
- 1944: Wilson – Regie: Henry King
- 1946: Feind im Dunkel (The Dark Corner) – Regie: Henry Hathaway
- 1946: Cluny Brown auf Freiersfüßen (Cluny Brown) – Regie: Ernst Lubitsch
- 1946: Auf Messers Schneide (The Razor’s Edge) – Regie: Edmund Goulding
- 1947: Tabu der Gerechten (Gentleman’s Agreement) – Regie: Elia Kazan
- 1947: Eine Welt zu Füßen (The Foxes of Harrow) – Regie: John M. Stahl
- 1949: …und der Himmel lacht dazu (Come to the Stable) – Regie Henry Koster
- 1949: Der Liebesprofessor (Mother Is a Freshman) – Regie Lloyd Bacon
- 1949: Dancing in the Dark – Regie: Irving Reis
- 1949: Wenn meine Frau das wüßte (Everybody Does It) – Regie: Edmund Goulding
- 1949: Der Schlagerkönig (Oh, You Beautiful Doll) – Regie: John M. Stahl
- 1949: Lady Windermeres Fächer (The Fan) – Regie: Otto Preminger
- 1950: Stella – Regie: Claude Binyon
- 1951: Cornelia tut das nicht (Elopement) – Regie Henry Koster
- 1951: David und Bathseba (David and Bathsheba) – Regie: Henry King
- 1951: Mr. Belvederes zweite Jugend (Mr. Belvedere Rings the Bell) – Regie: Henry Koster
- 1952: Versuchung auf 809 (Don’t Bother to Knock) – Regie: Roy Baker
- 1952: Schnee am Kilimandscharo (The Snows of Kilimanjaro) – Regie: Henry King
- 1952: Schwarze Trommeln (Lydia Bailey) – Regie:Jean Negulesco
- 1953: Der Hauptmann von Peshawar (King of the Khyber Rifles) – Regie: Henry King
- 1953: Das Gewand (The Robe) – Regie: Henry Koster
- 1954: Drei Münzen im Brunnen (Three Coins in the Fountain) – Regie: Jean Negulesco
- 1954: Die Gladiatoren (Demetrius and the Gladiators) – Regie: Delmer Daves
- 1954: Sinuhe der Ägypter (The Robe) – Regie: Michael Curtiz
- 1954: Desirée – Regie: Henry Koster
- 1955: Daddy Langbein (Daddy Long Legs) – Regie: Jean Negulesco
- 1955: Der große Regen (The Rains of Ranchipur) – Regie: Jean Negulesco
- 1956: Der König und ich (The King and I) – Regie: Walter Lang
- 1956: Bus Stop – Regie: Joshua Logan
- 1957: Eine Frau, die alles weiß (Desk Set) – Regie: Walter Lang
- 1957: Die große Liebe meines Lebens (An Affair to Remember) – Regie: Leo McCarey
- 1957: Zwischen Madrid und Paris (The Sun Also Rises) – Regie: Henry King
- 1963: Cleopatra – Regie: Joseph L. Mankiewicz
- 1963: Eine zuviel im Bett (Move Over, Darling) – Regie: Michael Gordon

## Auszeichnungen

### Oscar
Bestes Szenenbild
Nominiert:
- 1947: Auf Messers Schneide (zusammen mit Richard Day, Nathan Juran, Thomas Little)
- 1948: Eine Welt zu Füßen (zusammen mit Lyle R. Wheeler, Maurice Ransford, Thomas Little)
- 1950: … und der Himmel lacht dazu (zusammen mit Lyle R. Wheeler, Thomas Little, Joseph C. Wright)
- 1952: David und Bathsheba (zusammen mit Lyle R. Wheeler, George W. Davis, Thomas Little)
- 1952: The House on Telegraph Hill (zusammen mit Lyle R. Wheeler, John DeCuir, Thomas Little)
- 1953: Schnee am Kilimandscharo (zusammen mit Lyle R. Wheeler, John DeCuir, Thomas Little)
- 1954: Gefährtin seines Lebens (zusammen mit Lyle R. Wheeler, Leland Fuller)
- 1955: Desirée (zusammen mit Lyle R. Wheeler, Leland Fuller, Walter M. Scott)
- 1956: Daddy Langbein (zusammen mit Lyle R. Wheeler, John DeCuir, Walter M. Scott)
- 1959: A Certain Smile (zusammen mit Lyle R. Wheeler, John DeCuir, Walter M. Scott)

Gewonnen:
- 1954: Das Gewand (zusammen mit Lyle R. Wheeler, George W. Davis, Walter M. Scott)
- 1957: Der König und ich (zusammen mit Lyle R. Wheeler, John DeCuir, Walter M. Scott)
- 1964: Cleopatra (zusammen mit John DeCuir, Jack Martin Smith, Hilyard M. Brown, Herman A. Blumenthal, Elven Webb, Maurice Pelling, Boris Juraga, Walter M. Scott, Ray Moyer)